# Copa Centenario Revolución de Mayo
Copa Centenario Revolución de Mayo var en internationell fotbollsturnering som spelades i Argentina mellan 29 maj–12 juni 1910 mellan Argentina, Chile och Uruguay, och var den första internationella turneringen i Sydamerika med mer än två landslag.
Turneringen spelades till 100-årsminne av Majrevolutionen 1810. Tidigare hade bara tävlingar spelats mellan Uruguay och Argentina som Copa Newton, Copa Lipton eller Gran Premio de Honor Argentino. På grund av att CONMEBOL-medlemmarna var med kallas turneringen ibland första Copa América, även om CONMEBOL brukar räkna sydamerikanska mästerskapet 1916 som första Copa América.
Turneringsformatet innebar att alla mötte alla. Alla matcher spelades i Buenos Aires på två olika arenor: Estadio GEBA (Cancha de Gimnasia y Esgrima) och Colegiales..

## Slutställning
| Nr | Lag       | S | V | O | F | GM | IM | MS | P |
| -- | --------- | - | - | - | - | -- | -- | -- | - |
| 1  | Argentina | 2 | 2 | 0 | 0 | 9  | 2  | +7 | 4 |
| 2  | Uruguay   | 2 | 1 | 0 | 1 | 4  | 4  | 0  | 2 |
| 3  | Chile     | 2 | 0 | 0 | 2 | 1  | 8  | −7 | 0 |

## Matcher
|  | 29 maj 1910 | Uruguay                            | 3 – 0   | Chile | Colegiales                                                |                                                           |
|  |             | Piendibene 6′ Bracchi 75′ Buck 85′ | (1 – 0) |       | Buenos Aires Publik: 6 000 Domare: José Susán (Argentina) | Buenos Aires Publik: 6 000 Domare: José Susán (Argentina) |
|  |             |                                    |         |       | Buenos Aires Publik: 6 000 Domare: José Susán (Argentina) | Buenos Aires Publik: 6 000 Domare: José Susán (Argentina) |
|  |             |                                    |         |       | Buenos Aires Publik: 6 000 Domare: José Susán (Argentina) | Buenos Aires Publik: 6 000 Domare: José Susán (Argentina) |

|  | 5 juni 1910 | Argentina                                    | 5 – 1   | Chile        | Estadio GEBA                                             |                                                          |
|  |             | Viale 16′ Hayes 26′, 40′ Weiss 66′ Susán 82′ | (3 – 0) | Campbell 50′ | Buenos Aires Publik: 2 500 Domare: León Peyrou (Uruguay) | Buenos Aires Publik: 2 500 Domare: León Peyrou (Uruguay) |
|  |             |                                              |         |              | Buenos Aires Publik: 2 500 Domare: León Peyrou (Uruguay) | Buenos Aires Publik: 2 500 Domare: León Peyrou (Uruguay) |
|  |             |                                              |         |              | Buenos Aires Publik: 2 500 Domare: León Peyrou (Uruguay) | Buenos Aires Publik: 2 500 Domare: León Peyrou (Uruguay) |

|  | 12 juni 1910 | Argentina                                | 4 – 1   | Uruguay        | Estadio GEBA                                                |                                                             |
|  |              | Viale 15′ Hayes 43′ Hutton 50′ Susán 64′ | (2 – 0) | Piendibene 58′ | Buenos Aires Publik: 8 000 Domare: Armando Bergalli (Chile) | Buenos Aires Publik: 8 000 Domare: Armando Bergalli (Chile) |
|  |              |                                          |         |                | Buenos Aires Publik: 8 000 Domare: Armando Bergalli (Chile) | Buenos Aires Publik: 8 000 Domare: Armando Bergalli (Chile) |
|  |              |                                          |         |                | Buenos Aires Publik: 8 000 Domare: Armando Bergalli (Chile) | Buenos Aires Publik: 8 000 Domare: Armando Bergalli (Chile) |

## Målskyttar
3 mål
- Juan Enrique Hayes

2 mål
| - Maximiliano Susán | - José N. Viale | - José Piendibene |  |

1 mål
| - Watson Hutton - Gottlob Eduardo Weiss | - Colin Campbell | - José Bracchi | - Robert Sidney Buck |